# Hans Schmitt (Fußballspieler)
Hans Schmitt (* 27. Februar 1946) ist ein ehemaliger deutscher Fußballspieler. Der Verteidiger hat für den TSV 1860 München in der Bundesliga in der Saison 1967/68 drei Ligaspiele und von 1968 bis 1973 in der damals zweitklassigen Fußball-Regionalliga Süd für die Vereine ESV Ingolstadt und Jahn Regensburg insgesamt 146 Regionalligaspiele mit vier Toren absolviert. 

## Karriere
Hans „Jimmy“ Schmitt kam aus der Bezirksliga Oberbayern Süd von Schwarz-Weiß München zur Saison 1967/68 zum Bundesligameister des Jahres 1966, den TSV 1860 München. Unter Trainer Albert Sing kam er im September 1967 auf drei Bundesligaeinsätze: gegen den VfB Stuttgart (3:3), Werder Bremen (2:2) und den 1. FC Kaiserslautern (0:3). Bei seinem Bundesligadebüt am 9. September im Heimspiel gegen den VfB Stuttgart unterlief ihm in der 89. Spielminute ein Eigentor, was dann den Endstand von 3:3 bedeutete. Bei seinem dritten Einsatz, am 16. September, beim Heimspiel gegen Kaiserslautern, sprang dem jungen Verteidiger Torhüterstar Petar Radenković in der 40. Spielminute an den Hals und würgte ihn, weil Schmitt sich zuvor einen Abwehrschnitzer erlaubt hatte. Für den vormaligen Amateur war damit die Bundesligakarriere beendet. 
Anschließend wechselte er zum ESV Ingolstadt und brachte es beim Regionalligaaufsteiger in der Saison 1968/69 unter Trainer Willibald Hahn und an der Seite von Mitspielern wie Josef Bauerschmidt, Herbert Hufsky, Walter Ziegelmeier, Hans Zengerle, Willibald Weiss und Georg Metzger auf 25 Ligaeinsätze. Nach einem Jahr beim ESV schloss er sich dem Ligarivalen Jahn Regensburg an und erreichte in der Saison 1970/71 mit dem 5. Rang die beste Platzierung mit den Oberpfälzern. Zum guten Abschneiden trug „Jimmy“ Schmitt unter Trainer Heinz Elzner in 36 Ligaspielen (1 Tor) an der Seite von Mitspielern wie Gerhard Faltermeier und Alfred Kohlhäufl bei. Von 1969 bis 1973 absolvierte er für Jahn Regensburg in der damals zweitklassigen Regionalliga Süd insgesamt 121 Ligaspiele und erzielte vier Tore.
In der Saison 1976/77 half der Verteidiger Regensburg auch noch zweimal in der 2. Bundesliga aus.